# Avguštin II. Codelli
Avguštin II. baron Codelli pl. Fahnenfeld, kranjski plemič in zemljiški gospod, † 21.2.1811, Ljubljana.

## Življenje in delo
Avguštin II. Codelli je bil rojen v družini Jožefa-Antona in je, ko je oče med sinove razdelil dediščino, postal lastnik gospostva Kodeljevo (Thurn) in Besnica (Ljubljana-Sostro). Za njim je prevzel gospostvi brat Anton.
1. ↑  Smole, Majda (1982). Graščine na nekdanjem Kranjskem. Državna založba Slovenije. COBISS 13303041..